# Oudemansia coerulea
Oudemansia coerulea är en urinsektsart som beskrevs av Heinrich Wilhelm Schott 1893. Oudemansia coerulea ingår i släktet Oudemansia och familjen Neanuridae. Inga underarter finns listade i Catalogue of Life.